# Ramon Espadaler i Parcerisas
Ramon Espadaler i Parcerisas (Sant Quirze de Besora, 19 de setembre de 1963) és un polític català, actual conseller de Justícia i Qualitat Democràtica. Ha estat tinent d'alcalde de Vic i Sant Quirze de Besora, així com conseller de Medi Ambient i Conseller d'interior de la Generalitat de Catalunya, diputat al Parlament per la demarcació de Barcelona. Ha estat Secretari General d'Unió Democràtica de Catalunya, Convergència i Unió i Units per Avançar, aliat del Partit dels Socialistes de Catalunya.

## Biografia
És llicenciat en Història per la UB i ha cursat estudis en Ciències Polítiques i Sociologia per la UAB. Va ser militant d'Unió Democràtica de Catalunya des de 1989 fins a la seva extinció. Va ser secretari general del comitè de govern els anys 2001 i 2002. Des del 2003 és president del consell nacional.
Va ser diputat al Parlament de Catalunya entre el 1992 i el 2000. També va ser tinent d'Alcalde de Vic, entre el 1999 i el 2001, i tinent d'Alcalde de Sant Quirze de Besora entre el 1991 i el 1999, va ser Director general d'Administració Local del Departament de Governació i Relacions Institucionals de la Generalitat de Catalunya, entre el 1999 i el 2001.

### Conseller de Medi ambient
En 20 de novembre de 2001 va ser nomenat Conseller de Medi Ambient de la Generalitat de Catalunya en una remodelació del govern de Jordi Pujol en la què Felip Puig va deixar la conselleria. Espadaler va romandre en el càrrec fins l'entrada del govern tripartit sorgit de les eleccions al Parlament de Catalunya de 2003.

### Després de la conselleria
Ha sigut membre de les Comissions d'Afers Institucionals, Comissió d'Afers Exteriors i de la Unió Europea, Comissió d'Estudi del nou model de Finançament i Comissió d'Investigació sobre les entitats financeres. També ha sigut membre de la Congrés de Poders Locals i Regionals del Consell d'Europa (CALPRE) / Cambra de les Regions en representació de Catalunya. Durant la IX legislatura, va estar ponent de la Llei 7/2011, de 27 de juliol, de mesures fiscals i financeres; la Llei 9/2011, de 29 de desembre, de promoció de l'activitat econòmica, i la Llei 5/2012, de 20 de març, de mesures fiscals, financeres i administratives i de creació de l'impost sobre les estades en establiments turístics.

### Conseller d'Interior
Entre 2012 i 2015 fou conseller d'interior en el govern de la Generalitat de Catalunya de Convergència i Unió en minoria durant la desena legislatura de la Catalunya autonòmica encapçalat per Artur Mas. Durant el seu mandat va impedir la celebració d'un multireferèndum promogut per la Candidatura d'Unitat Popular (CUP) i diversos col·lectius de l'espai que esdevindria Catalunya en Comú, i el 9 de novembre de 2014 es va dur a terme la Consulta sobre la independència de Catalunya, dos ciutadans van morir en ser detinguts pels Mossos d'Esquadra, i va expedientar Mossos per la Independència per l'ús de l'escut oficial dels Mossos d'Esquadra en el seu logotip.
Al juliol de 2014 va ser nomenat Secretari general de CiU en substitució de Josep Antoni Duran i Lleida Al 17 de juliol de 2015 degut a les tensions entre CDC i UDC sobre el procés independentista, Ramón Espadaler va anunciar la seva dimissió com a conseller d'interior juntament amb els altres consellers d'Unió Joana Ortega i Josep Maria Pelegrí, una crisi que va acabar provocant el trencament de la federació amb Convergència Democràtica de Catalunya.

### Units per Avançar

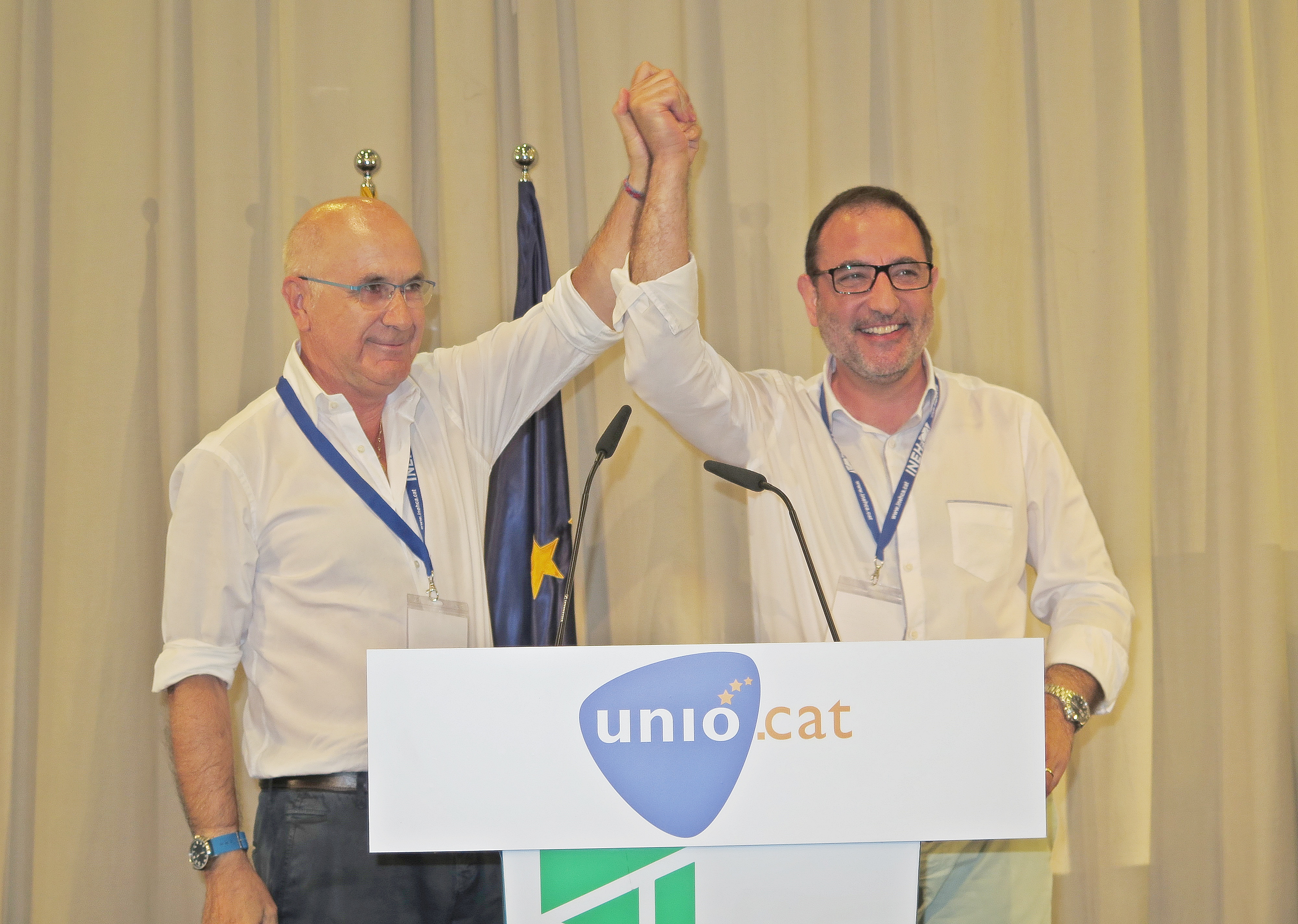
Josep A. Duran i Lleida i Ramon Espadaler a la convenció programàtica estratègica d'Unió, el 19 de juliol de 2015 a Caldes de Malavella

A principis de setembre de 2015 es va presentar la plataforma Catalans pel Seny, en suport a Unió Democràtica de Catalunya, amb el suport d'Espadaler, però Unió va quedar finalment representació sense al Parlament de Catalunya a les eleccions al Parlament de Catalunya de 2015 ni al Congrés dels Diputats a les Eleccions generals espanyoles de 2015.
El març del 2017, Unió es va veure abocat a la dissolució, per ordre judicial, a causa de problemes econòmics i de manca de representació parlamentària i Espadaler fou un dels impulsors del col·lectiu Units per Avançar amb l'objectiu d'atreure votants del catalanisme moderat.
El 8 de novembre de 2017 es va fer públic que Units per Avançar es presentaria integrat a les llistes del PSC a les eleccions al Parlament de Catalunya de 2017 i Espadaler aniria de número tres per la circumscripció de Barcelona. Fou elegit diputat en representació del PSC. A les eleccions al Parlament de Catalunya de 2021 i les de 2024 Units per Avançar es va presentar de nou integrat en el Partit dels Socialistes de Catalunya. Ramon Espadaler va aconseguir ser diputat de nou.

### Conseller de Justícia
Espadaler fou nomenat conseller de Justícia i Qualitat Democràtica en el govern socialista encapçalat per Salvador Illa del Partit dels Socialistes de Catalunya en el marc de la Quinzena legislatura del Parlament de Catalunya.

## Publicacions
És autor de diverses monografies històriques i de diversos articles a la premsa nacional i comarcal, entre els quals destaquen el llibre El Castell de Montesquiu a la darreria de l'Edat Mitjana (Ed. L'Avenç) i Sant Hipòlit de Voltregà dins la història (Eumo Editorial) i va col·laborar en la redacció de l'obra Catalunya Romànica (Fundació Enciclopèdia Catalana).